# Robert Hill (musicien)
Pour les articles homonymes, voir Robert Hill et Hill.
Robert Stephen Hill (né le 6 novembre 1953 aux Philippines) est un claveciniste et pianofortiste américain. 

## Biographie
De 1990 à 2018, il est «professeur d'instruments à clavier historiques, de pratique de la performance et de musique de chambre» à l'Université de musique de Fribourg, Allemagne et il est désormais «titulaire de la chaire Eugene D. Eaton Jr. en interprétation de musique baroque» et enseigne le clavecin à l'Université du Colorado Boulder College of Music, aux États-Unis. 
Robert Hill étudie le clavecin avec Gustav Leonhardt au Conservatoire d'Amsterdam (diplôme de soliste 1974). Il termine son doctorat avec une  thèse sur Bach à l'Université Harvard en 1987. 
Parmi les prix qu'il reçoit figurent : Erwin Bodky Award (1982), le NEA Solo Recitalist Award (1983), le Noah Greenberg Award (1988), le Prix de la critique allemande du disque (de) (2001) , le Cannes Classical Award (1999) et le Diapason d'Or (2008). 
Les œuvres de Bach sont au cœur de son répertoire enregistré. Il joue avec de nombreux musiciens, dont Reinhard Goebel, Gottfried von der Goltz, Dmitri Sitkovetsky, Christian Tetzlaff, Kim Kashkashian, Helmut Müller-Brühl, Nicholas McGegan, Thomas Zehetmair ; et des orchestres tels que l'Orchestre baroque de Fribourg, l'Orchestre de chambre de Cologne, le Northern Sinfonia, entre autres. 
Son frère est le facteur d'instruments Keith Hill.

## Écrits
- Music and Performance During the Weimar Republic - Chapter 3: "Overcoming Romanticism": On the modernization of twentieth century performance practice
- About Bach - Carl Reinecke’s Performance of Mozart’s Larghetto and the Nineteenth-Century Practice of Quantitative Accentuation

## Discographie
Robert Hill a enregistré pour Archiv, Ars Musici, CPO, Hänssler, MDG, Music & Arts et Naxos.